# Nahverkehr in Essen
Der Nahverkehr in Essen wird mit Bussen sowie Stadtbahn- und Straßenbahnlinien der Ruhrbahn erbracht. Zudem verkehren in Essen Buslinien, die von Verkehrsunternehmen angrenzender Städte, wie der Bogestra, der Rheinbahn, der STOAG und der Vestischen gefahren werden. Es gibt mehrere Umsteigepunkte, wobei der Hauptbahnhof und der U-Bahnhof Berliner Platz in der Innenstadt, der Bahnhof Essen-Steele im Osten, der Bahnhof Essen-Borbeck und die Helenenstraße in Altendorf im Westen zu den wichtigsten zählen.

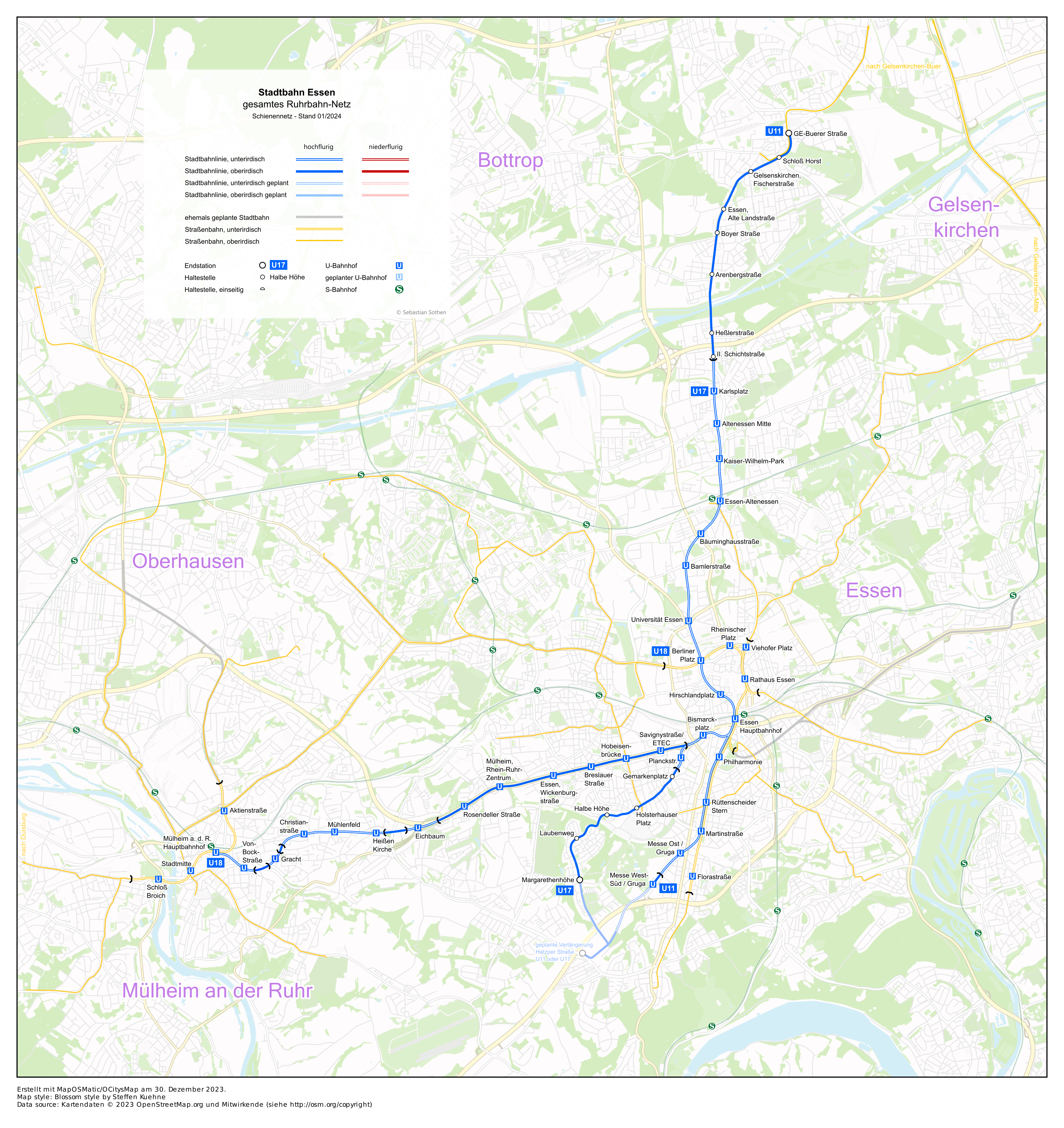
Karte des Stadtbahnnetzes

## Geschichte
Im 19. Jahrhundert wurde der Personenverkehr in Essen 1847 mit Pferdeomnibussen bewältigt. Durch den Bau der Stammstrecke der Köln-Mindener Eisenbahn-Gesellschaft wurde Essen 1847 an das Eisenbahnnetz angeschlossen. 1893 wurde die elektrische Straßenbahn in Betrieb genommen. 1925 setzte der motorisierte Omnibusverkehr ein; in den 1960er Jahren begann der Bau der teils im Tunnel verlaufenden Stadtbahn.

## Innerstädtischer Verkehr

### Stadtbahn
Das Rückgrat des Essener Nahverkehrsnetzes bildet das normalspurige und hochflurige Stadtbahnnetz. Es verläuft von Altenessen über das Essener Stadtzentrum mit dem Hauptbahnhof bis nach Rüttenscheid und zur Messe/Gruga sowie auf Streckenabschnitten nach Mülheim an der Ruhr unterirdisch. Mit Ausnahme des Nordastes zwischen Altenessen und Gelsenkirchen-Horst und dem Südwest-Ast zwischen Bismarckplatz und Margarethenhöhe ist das Stadtbahn-Netz vollständig vom Individualverkehr getrennt. Zwischen Essen und Mülheim weist es zudem die Besonderheit auf, dass die Stadtbahnlinie U18 auf dem Mittelstreifen der Bundesautobahn 40 verkehrt.
Das Essener Stadtbahnnetz verfügt über einen Nordast vom Stadtzentrum nach Altenessen, Karnap und Gelsenkirchen-Horst, mit Zwischenwendemöglichkeiten am U-Bahnhof Berliner Platz in der Innenstadt und am U-Bahnhof Karlsplatz in Altenessen. In Richtung Süden verfügt das Essener Stadtbahnnetz über drei Äste. Diese verlaufen vom U-Bahnhof Essen Hauptbahnhof nach Rüttenscheid und Messe Essen/Gruga (U11), Holsterhausen und Margarethenhöhe (U17), sowie Mülheim an der Ruhr (U18). Alle Stadtbahnlinien bedienen die U-Bahnhöfe Berliner Platz, Hirschlandplatz und Essen Hbf.
| Linie | Verlauf | Takt   |
| ----- | --- | ------ |
| U 11  | GE-Horst, Buerer Straße – Schloss Horst – GE-Horst, Fischerstraße – E-Karnap, Alte Landstraße – Boyer Straße – E-Karnap, Arenbergstraße – E-Altenessen, Heßlerstraße – II. Schichtstraße – U Karlsplatz – U Altenessen Mitte – U Kaiser-Wilhelm-Park – U Altenessen Bf – U Bäuminghausstraße – U Bamlerstraße – U Universität Essen – U Berliner Platz – U Hirschlandplatz – U Essen Hbf – U Philharmonie – U Rüttenscheider Stern – U Martinstraße – U Messe Ost/Gruga – Essen, Messe West/Süd/Gruga | 10 min |
| U 17  | E-Altenessen, U Karlsplatz – U Altenessen Mitte – U Kaiser-Wilhelm-Park – U Altenessen Bf – U Bäuminghausstraße – U Bamlerstraße – U Universität Essen – U Berliner Platz – U Hirschlandplatz – U Essen Hbf – U Bismarckplatz – U Planckstraße – Gemarkenplatz – Holsterhauser Platz (Klinikum) – Halbe Höhe – Laubenweg – E-Margarethenhöhe | 10 min |
| U 18  | Essen, U Berliner Platz – U Hirschlandplatz – U Essen Hbf – U Bismarckplatz – Savignystraße/ETEC – Hobeisenbrücke – E-Frohnhausen, Wickenburgstraße – Mülheim (Ruhr), Rhein-Ruhr-Zentrum – Rosendeller Straße – U Eichbaum – U Heißen Kirche – U Mühlenfeld – U Christianstraße – U Gracht – U Von-Bock-Straße – U Mülheim (Ruhr) Hbf | 10 min |

### Straßenbahn

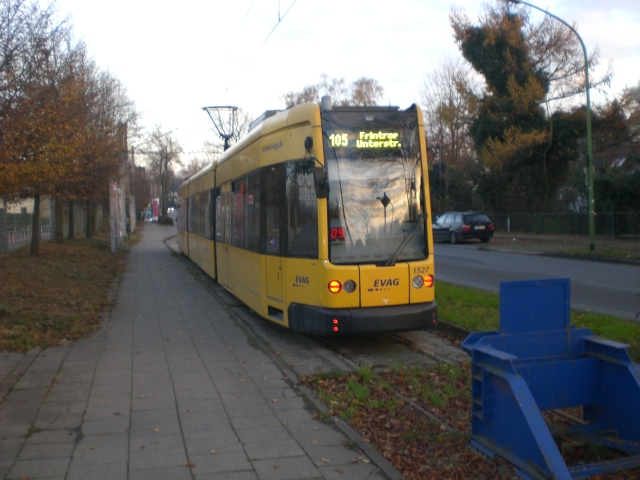
Essener Straßenbahnlinie 105 an der Endstelle Unterstraße unmittelbar an der Stadtgrenze zwischen Oberhausen und Essen-Frintrop

Die Straßenbahn ist der zweite schienengebundene Verkehrsträger in Essen. Im Gegensatz zum hochflurigen und normalspurigen Stadtbahnnetz ist das Straßenbahnnetz niederflurig und meterspurig und dadurch mit dem Stadtbahnnetz technisch inkompatibel. Jedoch teilt es sich mit dem Stadtbahn-Netz die Strecke nach Rüttenscheid in Richtung Bredeney, weshalb die Strecke dort über Dreischienengleise verfügt. Auf dieser Strecke verkehren noch Hochflurwagen aus den 1980er Jahren mit Klapptrittstufen.

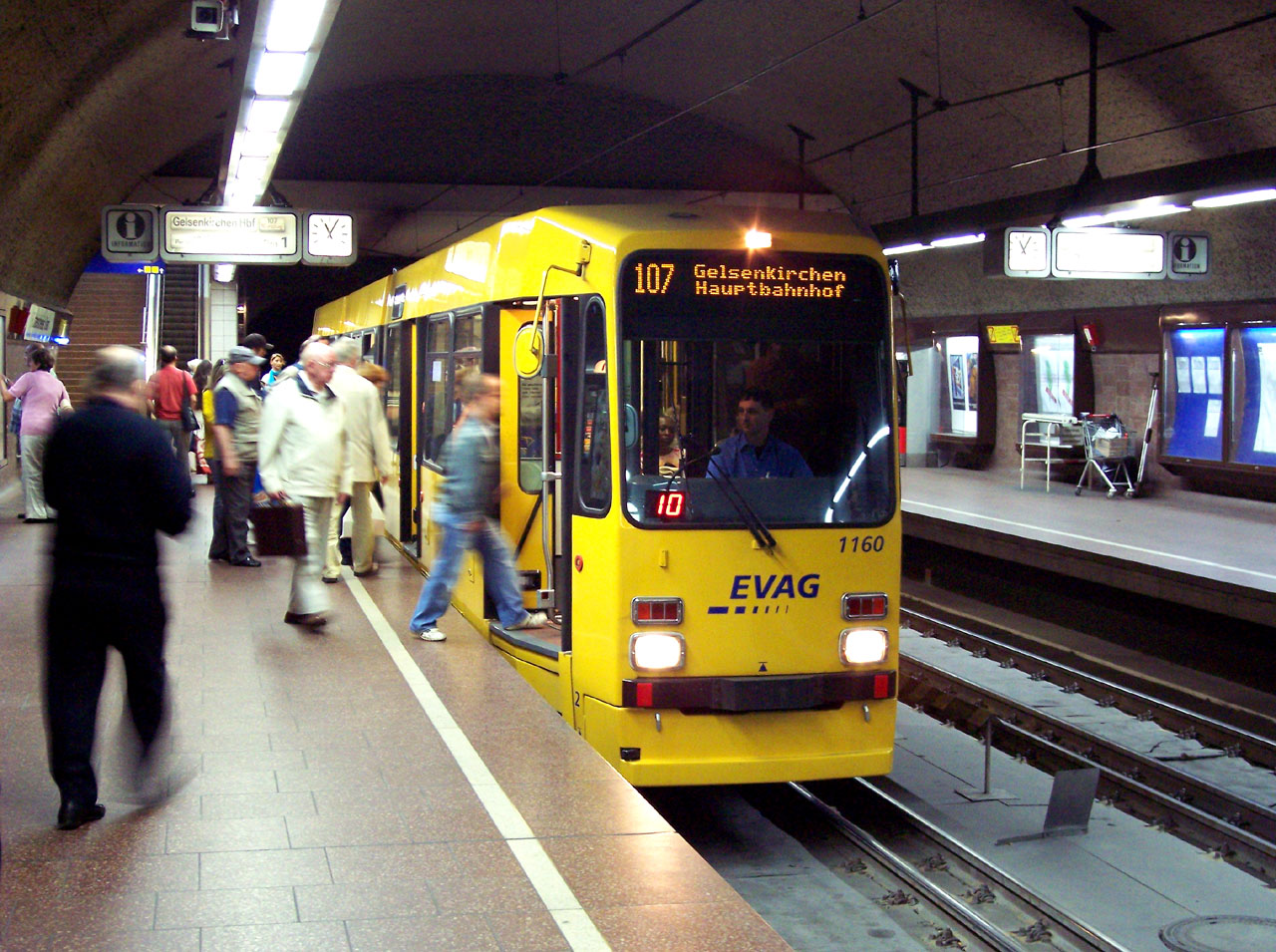
Straßenbahnwagen mit nicht ausgefahrenen Klapptrittstufen beim Fahrgastwechsel am Rüttenscheider Stern

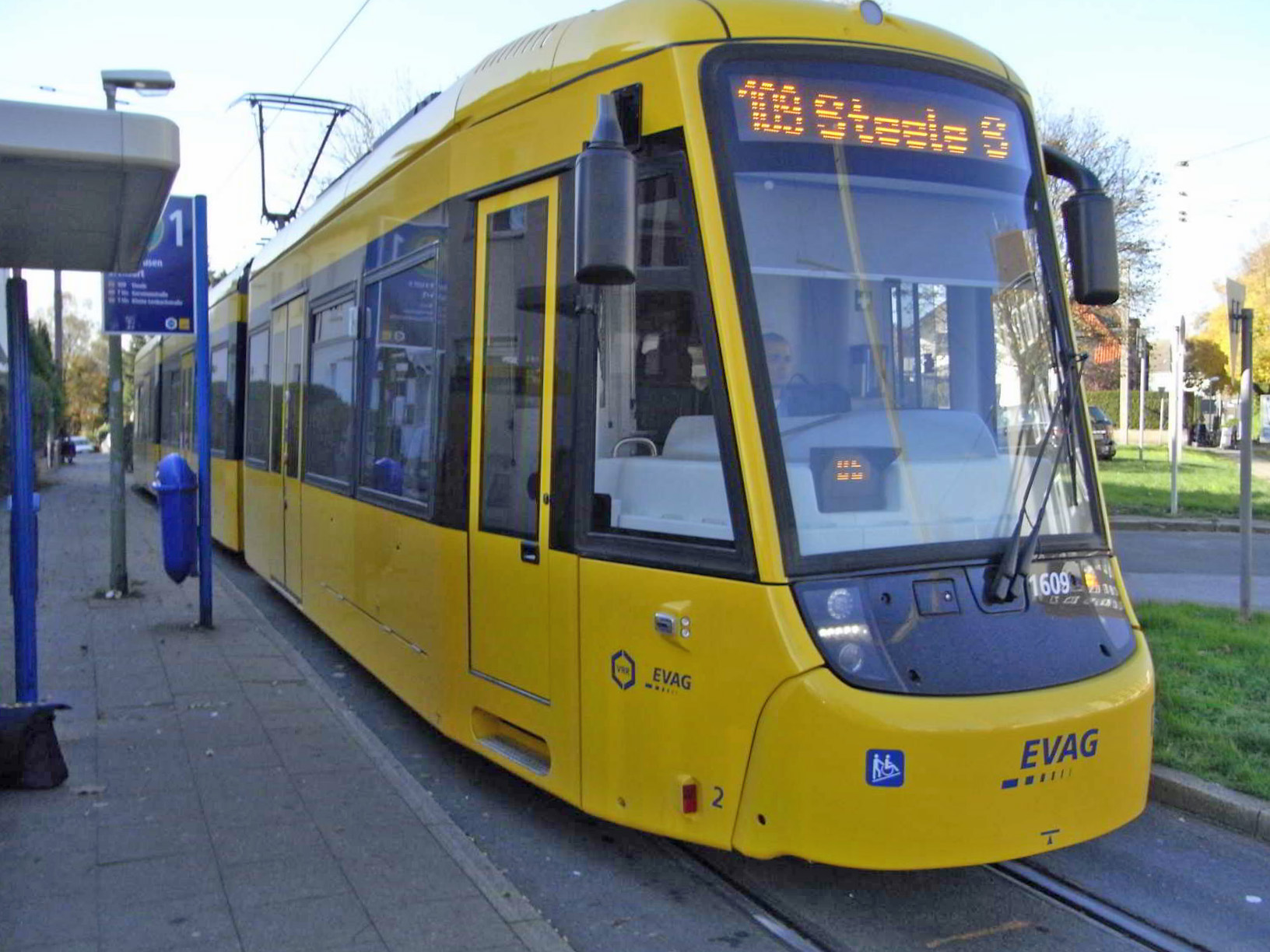
Eine Straßenbahn des Typs NF2 auf der Linie 109 in Frohnhausen

Im übrigen Straßenbahnnetz fahren meist Niederflur-Straßenbahnwagen. Das Straßenbahnnetz verläuft überwiegend im Nordteil der Stadt und besitzt wie die Stadtbahn im Innenstadtbereich eine Tunnelstrecke. Das Straßenbahnnetz verzweigt im Essener Norden und Westen in mehrere Richtungen, wie Frohnhausen, nach Mülheim an der Ruhr, Frintrop bis an die Stadtgrenze zu Oberhausen, ferner zwei Routen nach Essen-Borbeck, von denen eine nach Gerschede und Dellwig weiterführt.
Der Essener Nordosten wird lediglich von einer langen Straßenbahnstrecke bedient, die das Stadtzentrum mit Stoppenberg, Katernberg und dem benachbarten Gelsenkirchen verbindet. Auf dieser verkehrt die Kulturlinie 107. Knotenpunkt aller Straßenbahnlinien ist der U-Bahnhof Rathaus Essen.
Auf der Straßenbahnstrecke Essen–Oberhausen, der Stammstrecke Richtung Westen, verläuft die Linie 105. Diese verkehrt nicht wie die Linie 107 in die Nachbarstadt (hier jedoch Oberhausen), sondern endet an der Stadtgrenze. Dabei liegen zwei bis drei Kilometer hinter dieser Endstelle das Centro und die ÖPNV-Trasse Oberhausen, die das Rückgrat des Nahverkehrs in Oberhausen darstellt. Eigentlich sollte die Linie 105 bis 2018 nach Oberhausen verlängert werden, diese Planungen wurden jedoch durch einen Ratsbürgerentscheid gestoppt. Die Pläne sind jedoch im November 2015 in den ÖPNV-Bedarfsplan des Landes angemeldet worden.
| Linie | Verlauf |
| ----- | --- |
| 105   | Naturlinie 105: OB-Sterkrade Bf – \|Oberhausen Hbf – Neue Mitte Oberhausen – \| Marina/Sealife – Essen-Frintrop – Bedingrade – Abzweig Aktienstraße – Borbeck Süd Bf – Helenenstraße – U Berliner Platz – U Rheinischer Platz – U Rathaus Essen – U Essen Hbf – Essen Süd – Bergerhausen – Rellinghausen Finefraustraße Der Oberhausener Abschnitt sollte ursprünglich im Jahr 2018 in Betrieb genommen werden, was durch einen Ratsbürgerentscheid am 8. März 2015 verhindert wurde. |

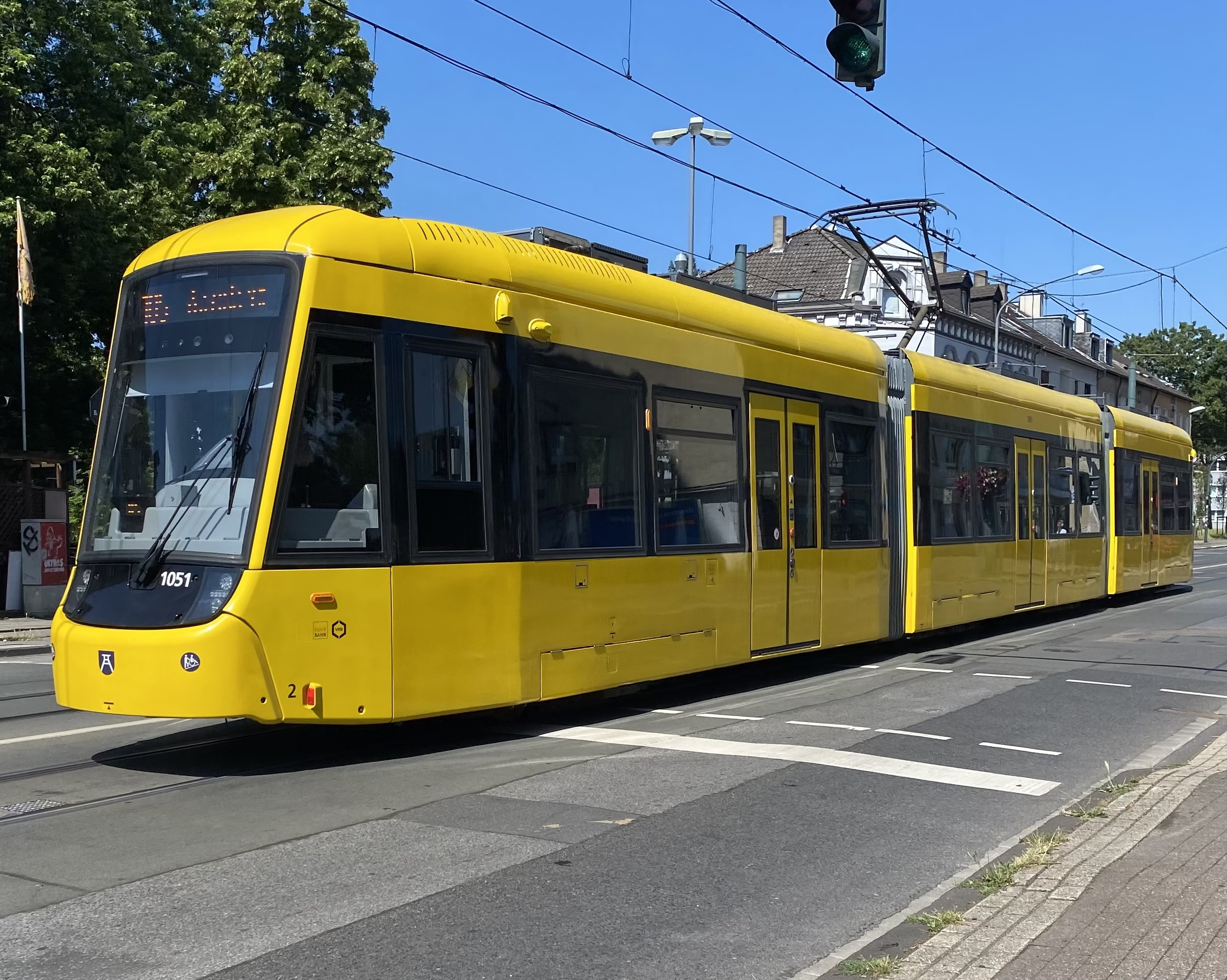
Neustes Straßenbahnfahrzeug in Essen: NF4 von Alstom

Nach Osten verläuft die Straßenbahn nach Huttrop und Steele sowie Richtung Süden die Strecke nach Bergerhausen und Rellinghausen, von der die Essener Südtangente abzweigt, eine Straßenbahnstrecke, die die Moltkestraße im Südviertel mit Rüttenscheid, Holsterhausen und Altendorf im Westen verbindet. In Altendorf befindet sich an der Helenenstraße die am stärksten befahrene Straßenbahnkreuzung im Ruhrgebiet. Alle Essener Straßenbahnlinien kreuzen sich im U-Bahnhof Rathaus Essen.
| Linie   | Verlauf | Takt (Mo–Fr) |
| ------- | --- | --- |
| 101 106 | Borbeck Germaniaplatz – Bergeborbeck Leimgartsfeld – Bergeborbeck Bf – Helenenstraße – U Berliner Platz – U Rheinischer Platz – U Rathaus Essen – U Essen Hbf – Rüttenscheider Stern – Holsterhauser Platz – Hobeisenbrücke – Alfred-Krupp-Schule – Essen West – Helenenstraße Die Linie 101 verkehrt Borbeck → Helenenstraße → Hauptbahnhof → Rüttenscheid → Helenenstraße Die Linie 106 verkehrt Helenenstraße → Rüttenscheid → Hauptbahnhof → Helenenstraße → Borbeck | 10 min |
| 103     | Dellwig Wertstraße – Essen-Dellwig Bf – Gerschede – Borbeck Germaniaplatz – Borbeck Bf – Schloss Borbeck – Borbeck Süd Bf – Helenenstraße – U Berliner Platz – U Rheinischer Platz – U Rathaus Essen – U Essen Hbf (nur abends sowie sonn-/feiertags) / (Hollestraße – Huttrop – Steele ) | 10 min |
| 104     | (Essen Abzweig Aktienstraße) – Winkhausen – Aktienstraße – Friedrich-Ebert-Straße – Mülheim Stadtmitte – Evangelisches Krankenhaus | 15 (15) min |
| 105     | Naturlinie 105: Frintrop Unterstraße (Stadtgrenze Oberhausen) – Bedingrade – Abzweig Aktienstraße – Borbeck Süd Bf – Helenenstraße – U Berliner Platz – U Rheinischer Platz – U Rathaus Essen – U Essen Hbf – Essen Süd – Bergerhausen – Rellinghausen Finefraustraße | 10 min |
| 107     | Kulturlinie 107: U Gelsenkirchen Hbf – U Heinrich-König-Platz – Gelsenkirchen Musiktheater – Gelsenkirchen-Feldmark – Essen-Katernberg – Zollverein Nord Bf – Abzw. Katernberg – Zollverein – Stoppenberg – U Viehofer Platz – U Rathaus Essen – U Essen Hbf (– U Philharmonie – U Rüttenscheider Stern – Rüttenscheid U Martinstraße – U Florastraße – Bredeney) nach Bredeney nur in der HVZ, diese Fahrten enden/beginnen am Abzweig Katernberg                       | 20 min (Gelsenkirchen–Hanielstr.) 10 min (Hanielstr.–Essen Hbf) 4/6 min (Abzw. Katernb.–Essen Hbf zur HVZ) 10 min (Essen Hbf–Bredeney zur HVZ) |
| 108     | Altenessen Bf – Höltestraße – Seumannstraße – Katzenbruchstraße – Am Freistein – U Viehofer Platz – U Rathaus Essen – U Essen Hbf – U Philharmonie – U Rüttenscheider Stern – Rüttenscheid U Martinstraße – U Florastraße – Alfredusbad – Kruppallee – Frankenstraße – Bredeney | 10 min |
| 109     | Frohnhausen Breilsort – Alfred-Krupp-Schule – Berthold-Beitz-Boulevard – U Berliner Platz – U Rheinischer Platz – U Rathaus Essen – Hollestraße – Huttrop – Steele | 10 min |

### Buslinien
Den übrigen ÖPNV bedienen Buslinien. Diese stellen oft Tangentialverbindungen zwischen den Stadtteilen und den Straßenbahnlinien her.
Als Besonderheit fuhren bzw. fahren auf den Linien 145, 146 und 147 (inzwischen nur noch auf der Linie 146) Duo- und Spurbusse. Ursprünglich verkehrten diese zu Testzwecken. Der Spurbus hat sich als Verkehrssystem nicht durchgesetzt.
Auch in der Großstadt fährt täglich tagsüber im Stundentakt ein Bürgerbus: Vom Alfried Krupp Krankenhaus über Margarethenhöhe nach Haarzopf. Der VRR-Tarif gilt hier nicht.
In Kettwig besteht werktags zu drei Zielen ebenfalls ein solches Angebot.

#### Tagesverkehr
| Linie   | Verlauf | Takt (Mo–Fr)                                                                                     |
| ------- | --- | ------------------------------------------------------------------------------------------------ |
| SB15    | Essen Hbf – Bergerhausen Huttropstr. – Annental – Lehmanns Brink – Überruhr-Holthausen – Burgaltendorf Burgruine | 10 min                                                                                           |
| SB16    | Essen Hbf → Hollestr. – Rathaus Essen – Berliner Platz – Universität Essen – Essen-Bergeborbeck – Bottrop-Ebel – Bottrop Hbf – Bottrop ZOB Berliner Platz – Stadtwald Herzogstr. – Bottrop-Grafenwald – Kirchhellen Schulze-Delitzsch Str. – Bottrop-Kirchhellen, St. Antonius Hospital                                     | 20 min (Essen–Bottrop ZOB) 60 min (Bottrop ZOB–Kirchhellen)                                      |
| SB19    | Essen Hbf – Werdener Markt – Essen-Heidhausen – Velbert-Losenburg Kettwiger Str. – Velbert ZOB – Am Berg – Heiligenhaus Rathaus Fahrten, die am ZOB Velbert enden, werden als Linie SB66 bis Wuppertal Hbf durchgebunden.                                                                                                   | 30 min (Essen–Velbert) 60 min (Velbert–Heiligenhaus)                                             |
| SB94    | Essen-Frintrop Unterstraße (Anschluss an Straßenbahnlinie 105) – Stadtgrenze Essen – Marienburgstraße – Rathaus – Oberhausen Hbf – Bero-Zentrum – Lirich – Buschhausen Mitte – OB-Sterkrade Bf – Osterfeld Mitte – OB-Osterfeld Süd Bf – Marina/Sea-Life                                                                    | 20 min                                                                                           |
| 129     | Broich Friedhof – Speldorf – Raffelberg – Schleuse Raffelberg – Styrum Friesenstraße – Hauskampstraße/Bf Styrum – Styrum Sültenfuß – Dümpten – Winkhausen – Heißen Kirche – Eichbaum – Mülheim-Heimaterde – Essen-Haarzopf Erbach                                                                                           | 30 min                                                                                           |
| 130     | Oberhausen, City Forum – Oberhausen Hbf – Oberhausen-Styrum – Mülheim-Styrum – Schloss Styrum – Mülheim Hbf – Mülheim Stadtmitte – Wasserstraße – Max-Planck-Institute – Oppspring – Mülheim Hauptfriedhof – Raadt – Flughafen Essen/Mülheim – Essen-Haarzopf Erbach – Fulerum Gemeindezentrum – Rhein-Ruhr-Zentrum         | 20 min                                                                                           |
| 139     | Broich Friedhof – Saarner Kuppe – Mendener Brücke – Oppspring – Rumbachtal – Heißen Kirche – Heimaterde – Rhein-Ruhr-Zentrum – Essen-Frohnhausen Breilsort | 30 min                                                                                           |
| 140     | Borbeck Bf – Schloss Borbeck – Borbeck Germaniaplatz – Altenessen Bf – Stoppenberg Ernestinenstraße | 20 min                                                                                           |
| 141     | Kupferdreh – Byfang – Hattingen-Niederwenigern – Lembeck – Hattingen (Ruhr) Mitte | 30 min                                                                                           |
| 142     | Annental, Betriebshof Ruhrallee – Rellinghausen – Stadtwaldplatz – Rüttenscheid Martinstraße – Alfredbrücke – Messe Essen/Gruga – Messe West/Süd/Gruga – Bredeney Friedhof – Schuir Abzweig Flughafen – Schwimmbad Kettwig – Kettwiger Markt – Kettwig                                                                      | 20 min 10 min (HVZ)                                                                              |
| 143     | Borbeck Bf – Borbeck Lindnerpl. – Essen-Gerschede – Bedingrade – Essen-Frintrop – Oberhausen-Bermensfeld – Knappenmarkt – Bismarckstraße – Rathaus – Oberhausen Hbf – DU-Obermeiderich Bf – Oberhausen-Alstaden Fröbelplatz                                                                                                 | 20 min 10 min (HVZ)                                                                              |
| 144     | Leithe Grimbergstraße – Kray Nord Bf – Kray Mitte – Kray Süd Bf – Steele (– Überruhr-Hinsel – Lehmanns Brink – Annental – Rellinghausen – Stadtwaldplatz) (nur morgens und mittags) | 30 min 20 min (HVZ)                                                                              |
| 145     | Essen-Haarzopf Erbach – Fulerum, Südwestfriedhof – Frohnhausen, Wickenburgstraße – Alfred-Krupp-Schule – Weststadt – Berliner Platz – Rathaus Essen – Essen Hbf – Rüttenscheid – Stadtwaldplatz – Heisingen Baldeneysee | 20 min (Erbach–Rath. Essen) 10 min (Rath. Essen–Heisingen) 5 min (Rath. Essen–Heisingen zur HVZ) |
| 146     | Essen Hbf – Huttrop Feldhaushof – Frillendorfer Platz – Kray Mitte – Kray Nord Bf – Kray Mitte – Kray Süd Bf – Isinger Feld – Leithe Wackenberg | 5 min (Essen Hbf–Kray Nord) 20 min (Kray Nord–Leithe)                                            |
| 151     | Rhein-Ruhr-Zentrum – Heißen Kirche – Rumbachtal – Mülheim Hbf – Mülheim Stadtmitte – Kahlenberg (Fuß des Berges am Ruhrufer) – Mülheim-Menden – Kettwig-Ickten – Schwimmbad Kettwig → Kettwig, Ringstraße → Kettwiger Markt                                                                                                 | 60 min                                                                                           |
| 153     | Essen-Heisingen Baldeneysee – Heisingen Ortsmitte – Rote Mühle – Kampmannbrücke – Kupferdreh – Kupferdreh Altersheim | 30 min                                                                                           |
| 154     | Essen-Beisen – Schonnebeck – Frillendorf Hubertstraße – Betriebshof Stadtmitte – Rathaus Essen – Essen Hbf – Huttropstraße – Bergerhausen – Annental Betriebshof Ruhrallee | 20 min                                                                                           |
| 155     | Gelsenkirchen-Rotthausen Achternbergstraße – Schonnebeck – Frillendorf Hubertstraße – Betriebshof Stadtmitte – Rathaus Essen – Essen Hbf – Huttropstraße – Bergerhausen – Annental – Heisingen Rote Mühle – Kampmannbrücke – Kupferdreh                                                                                     | 20 min                                                                                           |
| 159     | Essen-Burgaltendorf Burgruine – Hattingen-Niederwenigern, Schwimmbrücke Verkehrt ab Burgaltendorf als Linie 180 weiter. | 60 min                                                                                           |
| 160     | Borbeck Bf – Altendorf Schölerpad – Nöggerathstr. – Frohnhausen, Gervinusstr. – Holsterhausen – Rüttenscheid Martinstraße – Bergerhausen Huttropstr. – Huttrop Schwanenbuschstr. – Frillendorf – Stoppenberg Ernestinenstr.                                                                                                 | 20 min                                                                                           |
| 161     | Altendorf Schölerpad – Frohnhausen – Frohnhausen – Holsterhausen – Rüttenscheid Martinstraße – Bergerhausen Huttropstr. – Huttrop Schwanenbuschstr. – Frillendorf – Stoppenberg Ernestinenstr. | 20 min                                                                                           |
| 162 172 | Ringlinie Altenessen: Karlsplatz – Altenessen Mitte – Altenessen Bf – Rahmviertel – Karlsplatz Linie 162 verkehrt gegen den Uhrzeigersinn, die Linie 172 verkehrt im Uhrzeigersinn. | 30 min                                                                                           |
| 166     | Essen-Dellwig Bf – Dellwig – Gerscheder Weiden – Bergeborbeck – Gewebepark M1 – Universität Essen – Berliner Platz – Bismarckplatz – Essen Hbf – Rathaus Essen – Frillendorfer Platz – Kray Eickenscheidt – Steele – Überruhr-Hinsel – Überruhr-Holthausen Klapperstr. – Burgaltendorf Burgruine – Hattingen-Niederwenigern | 20 min (Dellwig–Burgaltend.) 20/40 min (Burgaltend.–Niederwenigern)                              |
| 169     | Essen-Margarethenhöhe – Friedhof Bredeney – Bredeney – Werden – Werdener Markt – Heidhausen – Essen, Grenze Heidhausen – Velbert-Losenburg Kettwiger Str. – Velbert Unterstadt – Velbert ZOB | 20 min (M’höhe–Bredeney) 10 min (Bredeney–Heidhausen) 20 min (Heidhausen–Velbert)                |
| 170     | Borbeck Bf – Borbeck Germaniaplatz – Bergeborbeck – Vogelheim – Altenessen Mitte – Katernberger Markt – Zollverein Nord Bf – Schonnebeck – Zeche Bonifacius – Kray Nord Bf – Kray Mitte – Leithe – Freisenbruch – Steele Ost – Steele                                                                                       | 10 min (HVZ: 5 min) (Borbeck–Kray Mitte) 20 min (HVZ: 10 min) (Kray Mitte–Steele)                |
| 173     | Karlsplatz – Altenessen-Nord – Theobaldstr. – Katernberger Markt | 30 min (vormittags 60 min)                                                                       |
| 174     | Steele – Steele Ost – Freisenbruch – Eiberg – Eiberg Kirche | 20 min                                                                                           |
| T175    | Stadtwaldplatz – Augustinum Taxibus, der nur nach Voranmeldung verkehrt. | einzelne Fahrten                                                                                 |
| 177     | Steele – Überruhr-Hinsel – Überruhr-Holthausen – Holthausen Bf – (Heisingen Rote Mühle →) Kupferdreh – Kupferdreh Marienbergstr. | 20 min                                                                                           |
| 180     | Kettwiger Markt – Kettwig – Schuirweg – Werden – Werdener Markt – Heidhausen Am Schwarzen – Hespertal – Dilldorf – Kupferdreh – Burgaltendorf Burgruine Verkehrt ab teilweise weiter Burgaltendorf als Linie 159 zur Schwimmbrücke.                                                                                         | 30 min                                                                                           |
| 183     | Altenessen Karlsplatz – Altenessen Bf – Kokerei Zollverein – Stoppenberg – Schonnebeck – Zollverein Nord Bf – Katernberger Markt | 30 min                                                                                           |
| 164 184 | Ringlinie Steele-Hörsterfeld: Steele – Ruhraue – Hörsterfeld – Eiberg – Freisenbruch – Steele Ost – Steele Linie 164 verkehrt gegen den Uhrzeigersinn, die Linie 184 verkehrt im Uhrzeigersinn. | –                                                                                                |
| 185     | Borbeck Bf – Borbeck Fürstäbtissinstr. – Bedingrade – Essen-Gerschede – Dellwig – Essen-Dellwig Bf – Essen-Frintrop – Neue Mitte Oberhausen | 20 min                                                                                           |
| 186     | Bottrop ZOB Berliner Platz – Bottrop Hbf – Ebel Zeche Prosper – Essen-Dellwig Schilfstr. – Gerscheder Weiden – Borbeck Germaniaplatz – Borbeck Bf – Bedingrade – Schönebeck – Borbeck Süd Bf – Altendorf Schölerpad | 20 min                                                                                           |
| 189     | Essen-Karnap Boyer Straße – Bottrop-Welheim – Bottrop-Boyer Markt – Gladbeck Oberhof stündlich Weiterfahrt ab Gladbeck Oberhof als Linie 188 nach Bottrop-Feldhausen und Dorsten ZOB. | 30 min                                                                                           |
| 190     | Quartierbus Werden: Werden – Werden Brücke – Papiermühle – Heidhausen, Ruhrlandklinik – Heidhauser Platz Linie verkehrt mit Kleinbussen | 60 min                                                                                           |
| 194     | Gelsenkirchen Hbf – Gelsenkirchen-Rotthausen – Zeche Bonifacius – Kray Nord Bf – Kray Mitte – Kray Süd Bf – Steele – Essen-Rellinghausen – Stadtwaldplatz – Bredeney – Essen-Haarzopf Erbach | 20 min                                                                                           |
| 196     | Bergeborbeck Hornbach – Hafenverwaltung – Vogelheim – Bergeborbeck Bf – Gewebepark M1 – Universität Essen – Berliner Platz – Rathaus Essen – Essen Hbf – Bismarckplatz – Alfred-Krupp-Schule – Frohnhausen, Wickenburgstraße – Betriebshof Schweriner Straße                                                                | 20 min                                                                                           |
| 263     | OB-Sterkrade Bf – Klosterhardt – Rothebusch Nord – Fuhlenbrock Geibelstr. – Bottrop ZOB Berliner Platz – Batenbrock Prosperstr. – Bottrop-Welheim – Essen-Karnap, Boyer Straße | 20 min                                                                                           |
| 348     | Essen Abzweig Katernberg – Essen-Beisen – Gelsenkirchen-Rotthausen Auf der Reihe – Gelsenkirchen Hbf – Leipziger Str. – Bulmke-Hüllen – Konradstraße | 20 min                                                                                           |
| 363     | Steele – Steele Ost – Essen-Freisenbruch – Bochum-Höntrop Kirche – Wattenscheid-Mitte August-Bebel-Platz – Südfeldmark | 30 min                                                                                           |
| 772     | Essen, Kettwiger Markt – Ringstraße (Kettwig , 550 m) – Kettwig vor der Brücke – Kettwig Stausee – Laupendahler Siedlung – Fachklinik Rhein/Ruhr – Heiligenhaus-Isenbügel, In der Rose – Abtsküche – Waldhotel – Bahnhofstraße – Heiligenhaus, Rathaus → Höseler Platz ← Unterstadt – Unterilp                              |                                                                                                  |
| 774     | Essen, Kettwiger Markt – Ringstraße (Kettwig , 550 m) – Kettwig vor der Brücke – Heiligenhaus-Isenbügel Süd, Talburg → Unterstadt ← Höseler Platz → In der Blume/Stadtmitte ← Heiligenhaus, Rathaus → Abtskücher Straße ← Ehemannshof – Abtsküche – Velbert, Losenburg – Klinikum Niederberg                                |                                                                                                  |

#### Nachtverkehr
Während tagsüber das Busnetz überwiegend eine linienreine Verbindung zwischen den Schienenstrecken innerhalb der Stadt herstellt, verläuft das Nachtnetz primär radial vom Hauptbahnhof aus sternförmig in die meisten Stadtteile. Die Nacht-Express-Linien (NE) werden durch Taxibuslinien ergänzt, die eine Feinverteilung in die einzelnen Stadtteile ermöglichen.
| Linie | Verlauf | Takt   |
| ----- | --- | ------ |
| NE1   | Essen Hbf – Rathaus Essen – Altenessen Bf – Altenessen Zeche Carl – Karlstraße – Essen-Karnap Boyer Straße – Essen-Karnap, Alte Landstraße – Gelsenkirchen-Horst, Essener Straße                                                           | 60 min |
| NE2   | Essen Hbf – Rathaus Essen – Stoppenberg – Zollverein – Zollverein Nord Bf. – Essen-Katernberg | 60 min |
| NE3   | Essen Hbf – Frillendorf Hubertstraße – Zeche Bonifacius → Kray Nord Bf → Kray Mitte → Kray Süd Bf → Rodenseelbrücke | 60 min |
| NE4   | Essen Hbf – Frillendorfer Platz – Steele – Überruhr-Hinsel Sonderfeld – Lehmanns Brink (NE6) – Burgaltendorf Burgruine | 60 min |
| NE5   | Essen Hbf – Huttrop – Steele – Steele Ost – Ruhrau – Hörsterfeld | 60 min |
| NE6   | Essen Hbf – Essen Süd – Rellinghausen – Lehmanns Brink (NE4) – Holthausen Bf – Kupferdreh | 60 min |
| NE7   | Essen Hbf – Rüttenscheid – Stadtwaldplatz – Heisingen Baldeneysee | 60 min |
| NE8   | Essen Hbf – Philharmonie – Rüttenscheider Stern – Rüttenscheid Martinstraße – Florastraße – Bredeney – Werden – Werdener Markt – Essen-Heidhausen – Velbert-Losenburg Klinikum Niederberg – Birth – Am Berg – Velbert ZOB                  | 60 min |
| NE9   | Essen Hbf – Holsterhauser Platz – Margarethenhöhe – Hatzper Straße | 60 min |
| NE10  | Essen Hbf – Am Waldthausenpark – Berliner Platz – Weststadt – Alfred-Krupp-Schule – Frohnhausen, Gervinusstr. – Wickenburgstr. – RRZ/Festival-Garden – Fulerum – Haarzopf, Erbach                                                          | 60 min |
| NE11  | Essen Hbf – Rathaus Essen – Berliner Platz – Helenenstraße – Borbeck Süd Bf – Abzweig Aktienstraße – Bedingrade – Frintrop Unterstraße – Oberhausen-Neue Mitte Oberhausen – Ziesakplaza – Theater/Ebertbad – Oberhausen Hbf                | 60 min |
| NE12  | Essen Hbf – Goldschmidtstr. – Rathaus Essen – Berliner Platz – Helenenstraße – Bergeborbeck Bf – Borbeck Germaniaplatz – Gerschede – Essen-Dellwig – Gerschede – Borbeck Bf                                                                | 60 min |
| NE13  | Essen Hbf – Philharmonie – Rüttenscheider Stern – Rüttenscheid Martinstraße – Alfredbrücke – Messe Essen/Gruga – Messe West/Süd/Gruga – Sommerburgstr. – Schuir – Schwimmbad Kettwig – Gewerbegebiet Kettwig – (Kettwiger Markt →) Kettwig | 60 min |
| NE13  | Gelsenkirchen Hbf – Ückendorf – BO-Wattenscheid, August-Bebel-Platz – Bochum-Leithe – Essen-Leithe – Essen-Kray – GE-Rotthausen – Gelsenkirchen Hbf                                                                                        | 60 min |
| NE14  | Bergeborbeck Bf – Altendorf, Helenenstraße – Bockmühle – Frohnhauser Platz – Alfred-Krupp-Schule – Holsterhauser Platz – Rüttenscheid, Martinstraße – Huttropstraße – Steele – Kray Süd Bf – Kray Mitte – Kray Nord Bf                     | 60 min |
| NE15  | Borbeck Bf – Borbeck Germaniaplatz – Bergeborbeck – Vogelheim – Altenessen Mitte – Katernberger Markt – Zollverein Nord Bf – Schonnebeck – Zeche Bonifacius – Kray Nord Bf                                                                 | 60 min |
| NE16  | Essen Hbf – Am Waldthausenpark – Berliner Platz – Universität Essen – Essen-Bergeborbeck – Gerscheder Weiden – Bottrop-Ebel – Bottrop Hbf – Bottrop ZOB Berliner Platz                                                                     | 60 min |

## Eisenbahnverkehr
Der wichtigste Bahnhof ist der zentrale Hauptbahnhof. Täglich bedienen nach DB-Angaben 123 Fernverkehrszüge, 198 Nahverkehrszüge und 403 S-Bahn-Züge den Bahnhof (Stand 2010). Im Hauptbahnhof laufen alle Eisenbahnstrecken, mit Ausnahme der Bahnstrecke Duisburg–Dortmund der Köln-Mindener Eisenbahn zusammen. Die hier verkehrenden Linien RE3, RB32 und RB35 halten daher nicht am Hauptbahnhof, bedienen aber stattdessen den Bahnhof Essen-Altenessen, welcher u. a. durch den Stammstreckentunnel der Essener Stadtbahn mit der Innenstadt und dem Hauptbahnhof verbunden ist.
Die Hespertalbahn ist eine normalspurige Museumsstrecke mit Dampflokbetrieb zwischen dem Alten Bahnhof Kupferdreh und Haus Scheppen am Südufer des Baldeneysees.
Ebenfalls ein wichtiger Eisenbahnknotenpunkt für den Regionalverkehr ist der Bahnhof Essen-Steele im Osten der Stadt. Er wird von drei S-Bahn-Linien (S 1 nach Mülheim und Duisburg oder Bochum und Dortmund; S 3 nach Mülheim und Oberhausen oder Hattingen und S 9 nach Bottrop oder Wuppertal) und zwei Regionalverkehrslinien (RE 14 nach Dorsten und RE 49 nach Wesel oder Wuppertal) bedient und bietet Anschluss zum benachbarten Busbahnhof, der gemessen an der Linienanzahl der größte Busknotenpunkt in Essen ist. Im Jahr 2021 nutzten ca. 12700 Fahrgäste pro Tag den Bahnhof Essen-Steele, womit er deutlich mehr als andere Stationen wie Borbeck, Altenessen oder Werden frequentiert wird.
Insgesamt gibt es momentan in Essen 26 Eisenbahnstationen mit Personenverkehr. Diese sind in der Liste Essener Bahnhöfe aufgelistet. Eine Besonderheit stellen dabei die S-Bahnhöfe Dellwig und Dellwig Ost dar, welche in etwa 300 Metern Entfernung voneinander an zwei verschiedenen Strecken liegen, die sich zwischen den beiden Stationen kreuzen.

### Fernverkehr
Der Essener Hauptbahnhof ist Halt des Fernverkehrs der Deutschen Bahn und wurde im Fahrplanjahr 2013 von Zügen unten genannter Linien bedient. Zusätzlich gibt es seit dem 29. August 2011 eine Verbindung des Hochgeschwindigkeitszugs Thalys über Düsseldorf–Köln–Aachen und Brüssel nach Paris (unten als THA 80 aufgeführt). Essen Hauptbahnhof ist der einzige Fernbahnhof Essens. Es gibt zwar einige wenige Fernzüge, die durch Essener Stadtgebiet über die Bahnstrecke Duisburg–Dortmund der Köln-Mindener-Bahn fahren, jene halten jedoch nicht auf Essener Stadtgebiet.
| Linie  | Linienverlauf |
| ------ | --- |
| ICE 10 | Berlin Ostbf – Hannover – Dortmund – Essen – Duisburg – Düsseldorf – Köln/Bonn Flughafen |
| IC 30  | (Westerland –) Hamburg-Altona – Münster (Westf) – Dortmund – Essen – Duisburg – Düsseldorf – Köln – Koblenz – Mannheim – Stuttgart / (– Freiburg (Breisgau) – Schweiz)                                                                                           |
| IC 32  | (Berlin Südkreuz – Hannover –) Dortmund – Essen – Duisburg – Düsseldorf – Köln – Koblenz – Mannheim – Stuttgart (– Lindau / München – Österreich) |
| ICE 41 | Dortmund – Essen – Duisburg – Düsseldorf – Köln – Frankfurt (Main) – Würzburg – Nürnberg – München |
| ICE 42 | (Münster (Westf)) – (Recklinghausen) – oder (Dortmund) – Essen – Duisburg – Düsseldorf – Köln – Frankfurt (Main) Flughafen – Mannheim – Stuttgart – München |
| IC 51  | Ostseebad Binz – Berlin – Halle (Saale) – Erfurt – Kassel-Wilhelmshöhe – Dortmund – Essen – Duisburg – Düsseldorf – Köln |
| IC 55  | Leipzig – Magdeburg – Hannover – Dortmund – Essen – Duisburg – Düsseldorf – Köln |
| THA 80 | Paris-Nord – Bruxelles-Midi/Brussel-Zuid – Liège-Guillemins – Aachen – Köln – Düsseldorf Hbf – (Düsseldorf Flughafen –) Duisburg – Essen – Dortmund |
| ICE 91 | Hamburg Hbf – Hamburg-Harburg – Bremen - Münster - Dortmund – Essen – Duisburg – Wuppertal – Köln – Bonn – Koblenz – Mainz – Frankfurt (Main) Flughafen Fernbf – Frankfurt (Main) – Würzburg – Nürnberg – Regensburg – Passau – Linz – Wien Hbf – Wien Flughafen |
| FLX 10 | Hamburg – Osnabrück – Münster – Gelsenkirchen – Essen – Duisburg – Düsseldorf – Köln |

Einzelne, über die gewöhnlichen Laufwege der Linien hinausführende Züge sind, ebenso wie Verstärkungszüge am Wochenende, nicht aufgeführt.
Mit dem Fahrplanwechsel im Dezember 2007 verlor der Essener Hauptbahnhof die Halte der Nachtzüge, City Night Line nach Wien und EuroNight „Jan Kiepura“ nach Warschau (mit Kurswagen nach Minsk und Moskau).

### Regionalverkehr
In Essen verkehren im Fahrplanjahr 2021 neun Regional-Express-Linien und vier Regionalbahn-Linien. Alle diese Linien mit Ausnahme der Linie RE3, RB32 und RB35 bedienen den Hauptbahnhof. Die Linien RE3, RB32 und RB35 halten nicht in Essen Hauptbahnhof, weil sie die Bahnstrecke Duisburg–Dortmund der Köln-Mindener Eisenbahn bedienen, die als einzige Bahnstrecke auf Essener Stadtgebiet den Essener Hauptbahnhof nicht erreicht. Dafür bedienen sie aber alle drei den Bahnhof Essen-Altenessen, der für den RE3 einziger Halt in Essen ist. Die Linien RB32 und RB35 halten außerdem noch Essen-Dellwig, Essen-Bergeborbeck und Essen Zollverein Nord. Neben dem Hauptbahnhof werden von den Regionalzügen noch die Stationen Essen-Altenessen, Essen-Dellwig, Essen-Bergeborbeck, Essen-Zollverein Nord, Essen-Borbeck, Essen West, Essen-Kray Süd, Essen-Steele und Essen-Kupferdreh angesteuert. Die übrigen 16 der 26 Essener Bahnstationen sind reine S-Bahn-Halte.
| Linie       | Linienverlauf | Takt                                             | Betreiber        |
| ----------- | --- | ------------------------------------------------ | ---------------- |
| RE 1 (RRX)  | NRW-Express: Aachen Hbf – Aachen-Rothe Erde – Eilendorf (ein Zugpaar) –Stolberg (Rheinl) Hbf – Eschweiler Hbf – Langerwehe – Düren – Horrem – Köln-Ehrenfeld – Köln Hbf – Köln Messe/Deutz – Köln-Mülheim – Leverkusen Mitte – Düsseldorf-Benrath – Düsseldorf Hbf – Düsseldorf Flughafen – Duisburg Hbf – Mülheim (Ruhr) Hbf – Essen Hbf – Wattenscheid – Bochum Hbf – Dortmund Hbf – Dortmund-Scharnhorst (nicht stündlich, im Wechsel mit Nordbögge) – Dortmund-Kurl – Kamen-Methler – Kamen – Bönen-Nordbögge (nicht stündlich, im Wechsel mit Dortmund-Scharnhorst) – Hamm (Westf) Hbf Stand: Fahrplanwechsel Dezember 2023 | 60 min                                           | National Express |
| RE 2        | Rhein-Haard-Express: Osnabrück Hbf – Hasbergen – Natrup-Hagen (zweistdl.) – Lengerich (Westf) – Kattenvenne (zweistdl.) – Ostbevern – Westbevern – Münster (Westf) Hbf – (Münster-Albachten – Senden-Bösensell – Nottuln-Appelhülsen – Buldern –)* Dülmen – (Sythen –)* Haltern am See – (Marl-Sinsen –)* Recklinghausen Hbf – (Recklinghausen Süd –)* Wanne-Eickel Hbf – Gelsenkirchen Hbf – Essen Hbf – Mülheim (Ruhr) Hbf – Duisburg Hbf – Düsseldorf Flughafen – Düsseldorf Hbf * Halt nur einzelner Züge im Nachtverkehr Stand: Fahrplanwechsel Dezember 2023                                                               | 60 min                                           | DB Regio         |
| RE 3        | Rhein-Emscher-Express: Düsseldorf Hbf – Düsseldorf Flughafen – Duisburg Hbf – Oberhausen Hbf – Essen-Altenessen – Gelsenkirchen Hbf – Wanne-Eickel Hbf – Herne – Castrop-Rauxel Hbf – Dortmund-Mengede – Dortmund Hbf – Dortmund-Scharnhorst – Dortmund-Kurl – Kamen-Methler – Kamen – Bönen-Nordbögge – Hamm (Westf) Hbf Stand: Fahrplanwechsel Dezember 2023 | 60 min                                           | eurobahn         |
| RE 6 (RRX)  | Rhein-Weser-Express: Köln/Bonn Flughafen – Köln Hbf – Dormagen – Neuss Hbf – Düsseldorf-Bilk – Düsseldorf Hbf – Düsseldorf Flughafen – Duisburg Hbf – Mülheim (Ruhr) Hbf – Essen Hbf – Wattenscheid – Bochum Hbf – Dortmund Hbf – Kamen – Hamm (Westf) Hbf – Heessen – Ahlen (Westf) – Beckum-Neubeckum – Oelde – Rheda-Wiedenbrück – Gütersloh Hbf – Bielefeld Hbf – Herford – Löhne (Westf) – Bad Oeynhausen – Porta Westfalica – Minden (Westf) Stand: Fahrplanwechsel Dezember 2023 | 60 min                                           | National Express |
| RE 11 (RRX) | Rhein-Hellweg-Express: Kassel-Wilhelmshöhe – Hofgeismar – Warburg (Westf) – Willebadessen – Altenbeken – Paderborn Hbf – Lippstadt – Soest – Hamm (Westf) Hbf – Kamen – Dortmund Hbf – Bochum Hbf – Wattenscheid – Essen Hbf – Mülheim (Ruhr) Hbf – Duisburg Hbf – Düsseldorf Flughafen – Düsseldorf Hbf Abschnitt Düsseldorf–Hamm entfällt aufgrund einer angespannten Personalsituation bis auf einzelne Fahrten. Stand: Februar 2025 | 60 min                                           | National Express |
| RE 14       | Emscher-Münsterland-Express: Zugteil 1: Borken (Westf) – Marbeck-Heiden – Rhade – Deuten – Hervest-Dorsten – Dorsten Zugteil 2: Coesfeld (Westf) – Reken-Maria Veen – Reken – Reken-Klein Reken – Lembeck – Wulfen (Westf) – Hervest-Dorsten – Dorsten Flügelung bzw. Wiedervereinigung: Dorsten – Feldhausen – Gladbeck-Zweckel – Gladbeck West – Bottrop Hbf – Essen-Borbeck – Essen West (nur Züge bis/ab Dorsten) – Essen Hbf Stand: Fahrplanwechsel Dezember 2023 | 60 min 30 min (Dorsten–Essen werktags)           | RheinRuhrBahn    |
| RE 16       | Ruhr-Lenne-Express: Essen Hbf – Wattenscheid – Bochum Hbf – Witten Hbf – Wetter (Ruhr) – Hagen Hbf – Hohenlimburg – Iserlohn-Letmathe – Letmathe-Dechenhöhle – Iserlohn Stand: Fahrplanwechsel Dezember 2023 | 60 min                                           | VIAS             |
| RE 42       | Niers-Haard-Express: Münster (Westf) Hbf – Münster-Albachten (stündlich) – Senden-Bösensell – Nottuln-Appelhülsen – Buldern – Dülmen – Sythen – Haltern am See – Marl-Sinsen – Recklinghausen Hbf – Recklinghausen Süd – Wanne-Eickel Hbf – Gelsenkirchen Hbf – Essen Hbf – Mülheim (Ruhr) Hbf – Duisburg Hbf – Rheinhausen – Krefeld-Uerdingen – Krefeld Hbf – Viersen – Mönchengladbach Hbf Stand: Fahrplanwechsel Dezember 2021 | 30 min (Münster–Essen) 60 min (Essen–M’gladbach) | DB Regio         |
| RE 49       | Wupper-Lippe-Express: Wesel – Friedrichsfeld (Niederrhein) – Voerde (Niederrhein) – Dinslaken – Oberhausen-Holten – Oberhausen-Sterkrade – Oberhausen Hbf – Mülheim (Ruhr)-Styrum – Mülheim (Ruhr) Hbf – Essen West – Essen Hbf – Essen-Steele – Essen-Kupferdreh – Velbert-Langenberg – Velbert-Neviges – Wuppertal-Vohwinkel – Wuppertal Hbf Stand: Fahrplanwechsel Dezember 2021 | 60 min (wochentags)                              | DB Regio         |
| RB 32       | Rhein-Emscher-Bahn: Duisburg Hbf – Oberhausen Hbf – Essen-Dellwig – Essen-Bergeborbeck – Essen-Altenessen – Essen Zollverein Nord – Gelsenkirchen Hbf – Wanne-Eickel Hbf – Herne – Castrop-Rauxel Hbf – Dortmund-Mengede – Dortmund Hbf Stand: Fahrplanwechsel Dezember 2021 | 60 min                                           | DB Regio         |
| RB 33       | Rhein-Niers-Bahn: Essen-Steele – Essen Hbf – Essen West – Mülheim (Ruhr) Hbf – Mülheim (Ruhr)-Styrum – Duisburg Hbf – Duisburg-Hochfeld Süd – Rheinhausen Ost – Rheinhausen – Krefeld-Hohenbudberg Chempark – Krefeld-Uerdingen – Krefeld-Linn – Krefeld-Oppum – Krefeld Hbf – Forsthaus – Anrath – Viersen – Mönchengladbach Hbf – Rheydt Hbf – Wickrath – Herrath – Erkelenz – Hückelhoven-Baal – Brachelen – Lindern – Geilenkirchen – Übach-Palenberg – Herzogenrath – Kohlscheid – Aachen West – Aachen Schanz – Aachen Hbf Stand: Fahrplanwechsel Juni 2022                                                                | 60 min                                           | DB Regio         |
| RB 35       | Emscher-Niederrhein-Bahn: Gelsenkirchen Hbf – Essen Zollverein Nord – Essen-Altenessen – Essen-Bergeborbeck – Essen-Dellwig – Oberhausen Hbf – Duisburg Hbf – Duisburg-Hochfeld Süd – Rheinhausen Ost – Rheinhausen – Krefeld-Hohenbudberg Chempark – Krefeld-Uerdingen – Krefeld-Linn – Krefeld-Oppum – Krefeld Hbf – Forsthaus – Anrath – Viersen – Mönchengladbach Hbf Stand: Fahrplanwechsel Dezember 2021 | 60 min                                           | Vias Rail        |
| RB 40       | Ruhr-Lenne-Bahn: Essen Hbf – Essen-Kray Süd – Wattenscheid – Bochum Hbf – Witten Hbf – Wetter (Ruhr) – Hagen-Vorhalle – Hagen Hbf Stand: Fahrplanwechsel Dezember 2021 | 60 min                                           | DB Regio         |

### S-Bahn Rhein-Ruhr
In Essen verkehren fünf Linien der S-Bahn Rhein-Ruhr.
| Linie | Verlauf | Takt | Betreiber |
| ----- | --- | --- | --------- |
| S 1   | Solingen Hbf – SG-Vogelpark – Hilden Süd – Hilden – D-Eller – D-Eller Mitte – D-Oberbilk – D-Volksgarten – Düsseldorf Hbf – D-Wehrhahn – D-Zoo – D-Derendorf – D-Unterrath – D-Flughafen – Angermund – DU-Rahm – DU-Großenbaum – DU-Buchholz – DU-Schlenk – Duisburg Hbf – MH-Styrum – Mülheim (Ruhr) Hbf – E-Frohnhausen – Essen West – Essen Hbf – E-Steele – E-Steele Ost – E-Eiberg – Wattenscheid-Höntrop – BO-Ehrenfeld – Bochum Hbf – BO-Langendreer West – BO-Langendreer – DO-Kley – DO-Oespel – DO-Universität – DO-Dorstfeld Süd – DO-Dorstfeld – Dortmund Hbf Stand: Fahrplanwechsel Dezember 2023 | 30 min 20 min (Solingen–Duisburg wochentags) 15 min (Essen–Dortmund wochentags)                                                                 | DB Regio  |
| S 2   | Dortmund Hbf – DO-Dorstfeld – DO-Wischlingen – DO-Huckarde – DO-Westerfilde – DO-Nette/Oestrich – DO-Mengede – Castrop-Rauxel Hbf – Herne – Wanne-Eickel Hbf – Gelsenkirchen Hbf – GE-Rotthausen – E-Kray Nord – Essen Hbf Stand: Fahrplanwechsel Dezember 2023 | 60 min | DB Regio  |
| S 3   | Oberhausen Hbf – MH-Styrum – Mülheim (Ruhr) West – Mülheim (Ruhr) Hbf – E-Frohnhausen – Essen West – Essen Hbf – E-Steele – E-Steele Ost – E-Horst – BO-Dahlhausen – Hattingen (Ruhr) – Hattingen (Ruhr) Mitte Stand: Fahrplanwechsel Dezember 2023 | 30 min | DB Regio  |
| S 6   | Essen Hbf – Essen Süd – E-Stadtwald – E-Hügel – E-Werden – Kettwig – Kettwig Stausee – Hösel – Ratingen Ost – D-Rath – D-Rath Mitte – D-Derendorf – D-Zoo – D-Wehrhahn – Düsseldorf Hbf – D-Volksgarten – D-Oberbilk – D-Eller Süd – D-Reisholz – D-Benrath – D-Garath – D-Hellerhof – Langenfeld-Berghausen – Langenfeld (Rheinland) – Lev.-Rheindorf – Lev.-Küppersteg – Leverkusen Mitte – Lev.-Chempark – K-Stammheim – K-Mülheim – K-Buchforst – K-Messe/Deutz – Köln Hbf – K-Hansaring – K-Nippes (– K-Geldernstr./Parkgürtel – K-Longerich – K-Volkhovener Weg – K-Chorweiler – K-Chorweiler Nord – K-Blumenberg – K-Worringen) Stand: Fahrplanwechsel Dezember 2023 | 20 min (werktags) 30 min (sonn-/feiertags, Essen–Düsseldorf auch samstags) Nippes–Worringen nur werktags 5–20 Uhr und sonn-/feiertags 11–21 Uhr | DB Regio  |
| S 9   | Linienweg 1: Haltern am See – Marl-Hamm – Marl Mitte – GE-Hassel – GE-Buer Nord – Linienweg 2: Recklinghausen Hbf – Herten (Westf) – Hauptlinienweg: Gladbeck West – Bottrop-Boy – Bottrop Hbf – E-Dellwig Ost – E-Gerschede – E-Borbeck – E-Borbeck Süd – Essen West – Essen Hbf – E-Steele – E-Überruhr – E-Holthausen – E-Kupferdreh – Velbert-Nierenhof – Velbert-Langenberg – Velbert-Neviges – Velbert-Rosenhügel – Wülfrath-Aprath – W-Vohwinkel – W-Sonnborn – W-Zoologischer Garten – W-Steinbeck – Wuppertal Hbf – W-Unterbarmen – W-Barmen – W-Oberbarmen – W-Langerfeld – Schwelm West – Schwelm – Gevelsberg West – Gevelsberg-Kipp – Gevelsberg Hbf – Gevelsberg-Knapp – HA-Westerbauer – HA-Heubing – HA-Wehringhausen – Hagen Hbf Stand: Fahrplanwechsel Dezember 2023 | 60 min (je Linienast) 30 min (Gladbeck–Wuppertal) 60 min (Wuppertal–Hagen)                                                                      | DB Regio  |

## Zukunft des Nahverkehrs
Viele Ziele zum großzügigen Ausbau des Essener Nahverkehrsnetzes, darunter der Neubau der Bahnhofstangente (einer neuen oberirdischen Straßenbahnverbindung vom Krupp-Quartier über den Berthold-Beitz-Boulevard zum Hauptbahnhof und zur Hollestraße, wo Anschluss an die Straßenbahnstrecke nach Steele besteht) sind im Nahverkehrsplan der Stadt enthalten.